# Гармония (модуль МКС)
«Гармо́ния» (англ. Harmony или Node-2) — модуль международной космической станции (МКС). Входит в американский сегмент.
Модуль выполняет функции соединительного узла для двух исследовательских лабораторий: европейской «Коламбус» и японской «Кибо», а также функции стыковочного узла для грузовых транспортных модулей.
Имеет шесть стыковочных портов CBM . Действуя в качестве центрального элемента, осуществляет обмен данными между присоединёнными к нему сегментами и обеспечивает их электроэнергией с помощью четырёх установленных на нём распределителей. Кроме того, оборудован четырьмя спальными местами для космонавтов.
Стартовал с Земли 23 октября 2007 года на борту шаттла «Дискавери» и временно был пристыкован к модулю «Юнити».
14 ноября 2007 года был на постоянной основе соединён с модулем Дестини, где и находится в настоящее время. После этой стыковки модуля закончилось формирование основного американского сегмента МКС.

## Происхождение названия
Изначально модуль носил название «Нод-2» («Узловая точка-2»). Но после того, как НАСА провела конкурс на лучшее название, 17 марта 2007 года модуль переименовали в «Гармонию». Конкурс проводился среди учеников начальных и средних школ США — в 2 200 учебных заведений из 32 штатов. В условие конкурса входило: узнать как можно больше о станции, сделать её модель и, придумав название модуля, написать эссе, в котором требовалось объяснить, почему именно это имя подходит модулю.

## Строительство
По заказу НАСА модуль был изготовлен Италией (Итальянское космическое агентство), которая имеет большой опыт создания герметичных модулей шаттловской станции-лаборатории Спейслэб, модулей МКС «Коламбус», «Спокойствие», «Купол» и запускавшихся на Шаттле герметичных многоцелевых модулей снабжения «Леонардо», «Рафаэль» и «Донателло».

## Доставка на орбиту

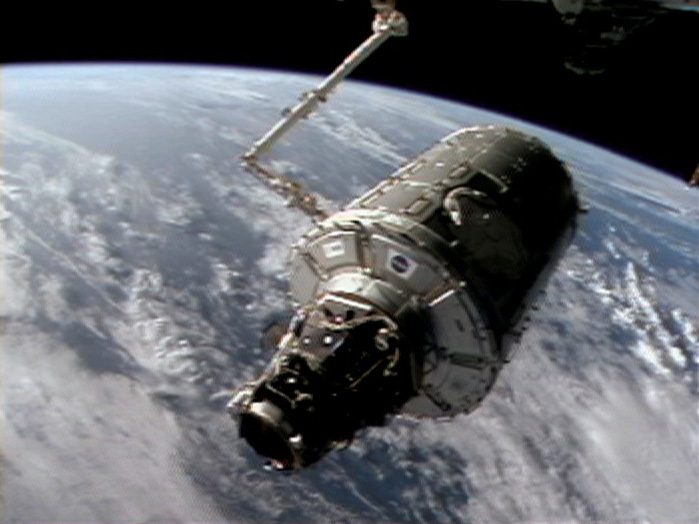
«Гармония» в процессе перемещения на постоянное место к модулю «Дестини»

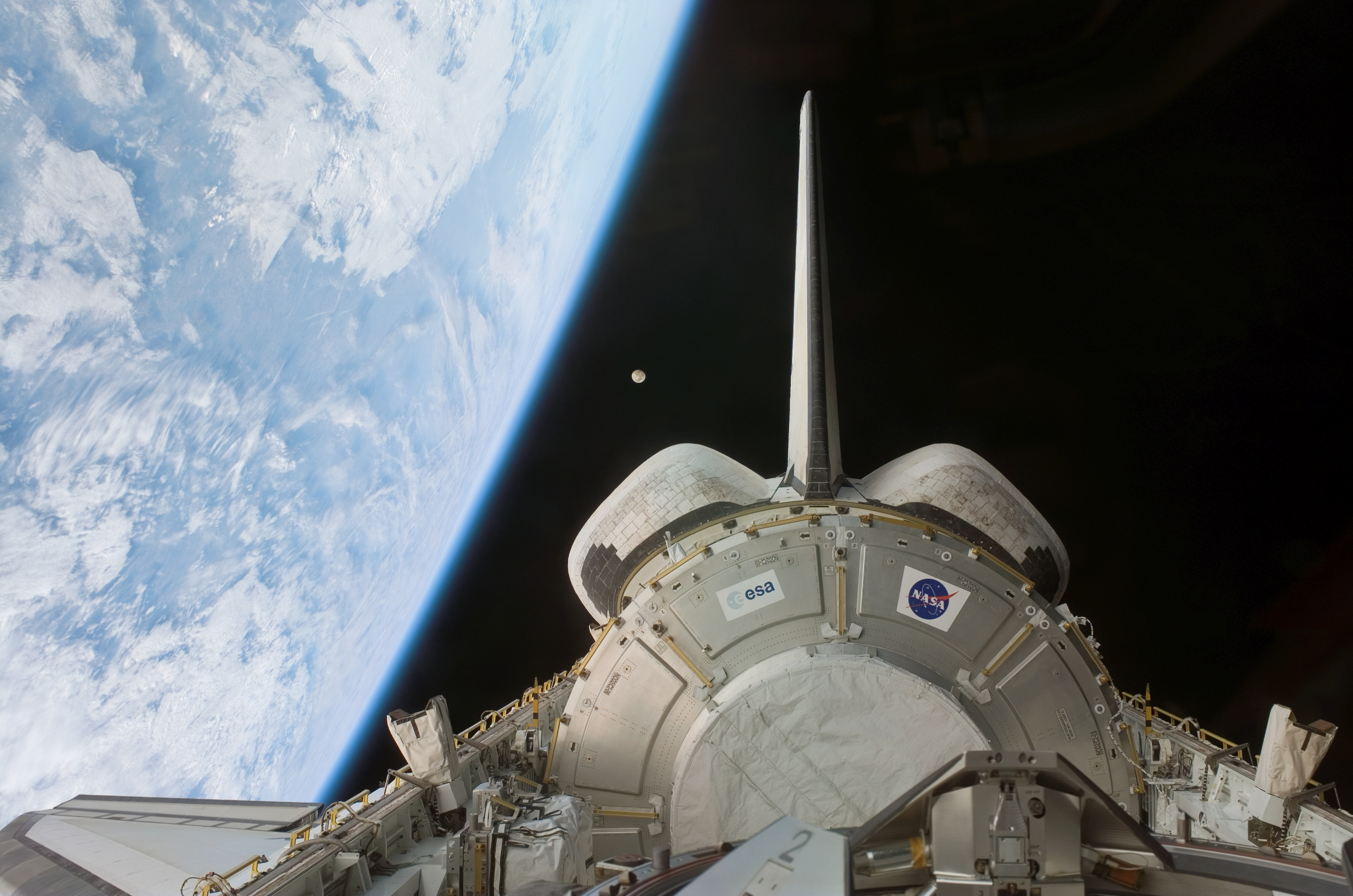
«Гармония» перед захватом из грузового отсека шаттла манипулятором станции.

Модуль «Гармония» стартовал с Земли 23 октября 2007 года на борту шаттла Дискавери, в составе экспедиции STS-120. Для экипажа, доставка модуля была основным полётным заданием.
26 октября 2007 года, робот-манипулятор Канадарм2, извлёк «Гармонию» из грузового отсека шаттла, временно присоединив модуль к левому стыковочному порту модуля Юнити и 27 октября 2007 года экипаж впервые вошёл внутрь нового сегмента станции. После того, как шаттл отбыл, «Гармония» была перемещена и состыкована с модулем «Дестини». Чтобы проделать эту операцию, экипажу МКС-16 потребовалось три выхода в открытый космос. Сначала, 12 ноября 2007 года, с лаборатории «Дестини» на передний стыковочный узел «Гармонии» был перестыкован «герметичный стыковочный переходник» (англ. PMA-2). Затем, 14 ноября 2007 года, комбинацию «Гармония» и «PMA-2», установили в окончательное положение на переднем стыковочном узле модуля «Дестини».

## Функционирование

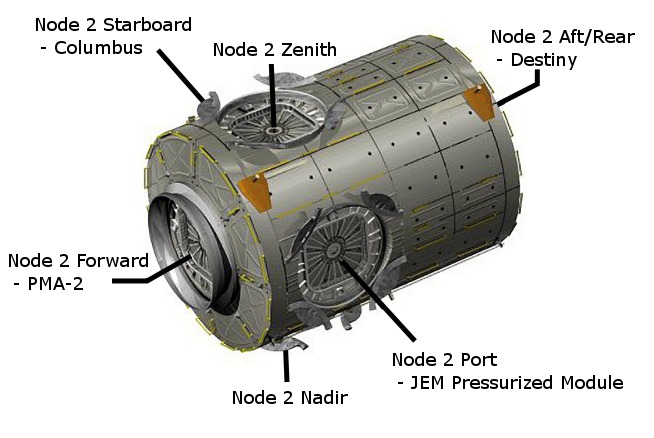
Графическое изображение стыковочных портов «Гармонии».

«Гармония» добавила 75 кубических метров (2 666 кубических футов) к общему жилому объёму станции, увеличив её почти на 20 %, от 425 м³ (15 000 кубических футов) до 500 м³ (17 666 кубических футов). Она стала первым с 2001 года модулем, расширившим полезную площадь МКС, когда к станции был присоединён российский модуль «Пирс».
11 февраля 2008 года к правому стыковочному узлу «Гармонии» экспедицией шаттла Атлантис STS-122 была присоединена европейская научная лаборатория «Коламбус». Весной 2008 года к ней была пристыкована японская научная лаборатория «Кибо». Верхний (зенитный) стыковочный узел, предназначавшийся ранее для отменённого японского модуля центрифуг (CAM), временно будет использоваться для стыковки с первой частью лаборатории «Кибо» — экспериментальным грузовым отсеком ELM, который 11 марта 2008 года доставила на борт экспедиция STS-123 шаттла «Индевор».

## Подключение модулей и кораблей посещения
Корабли посещения: японский H-II Transfer Vehicle и американские Dragon и Cygnus на время миссии пристыковываются к нижнему или верхнему стыковочному узлу.

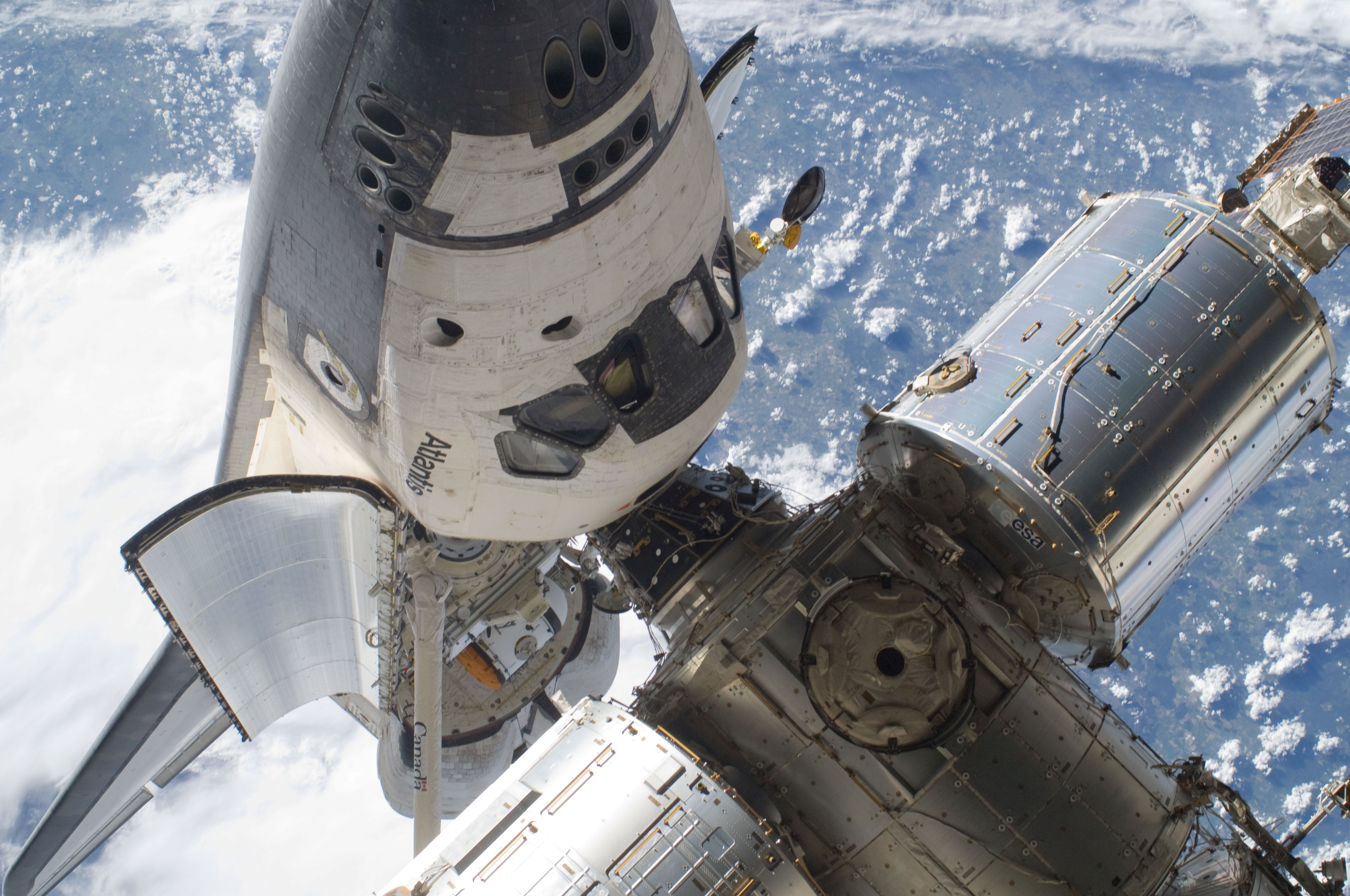
Спейс шаттл, пристыкованный к узлу PMA-2
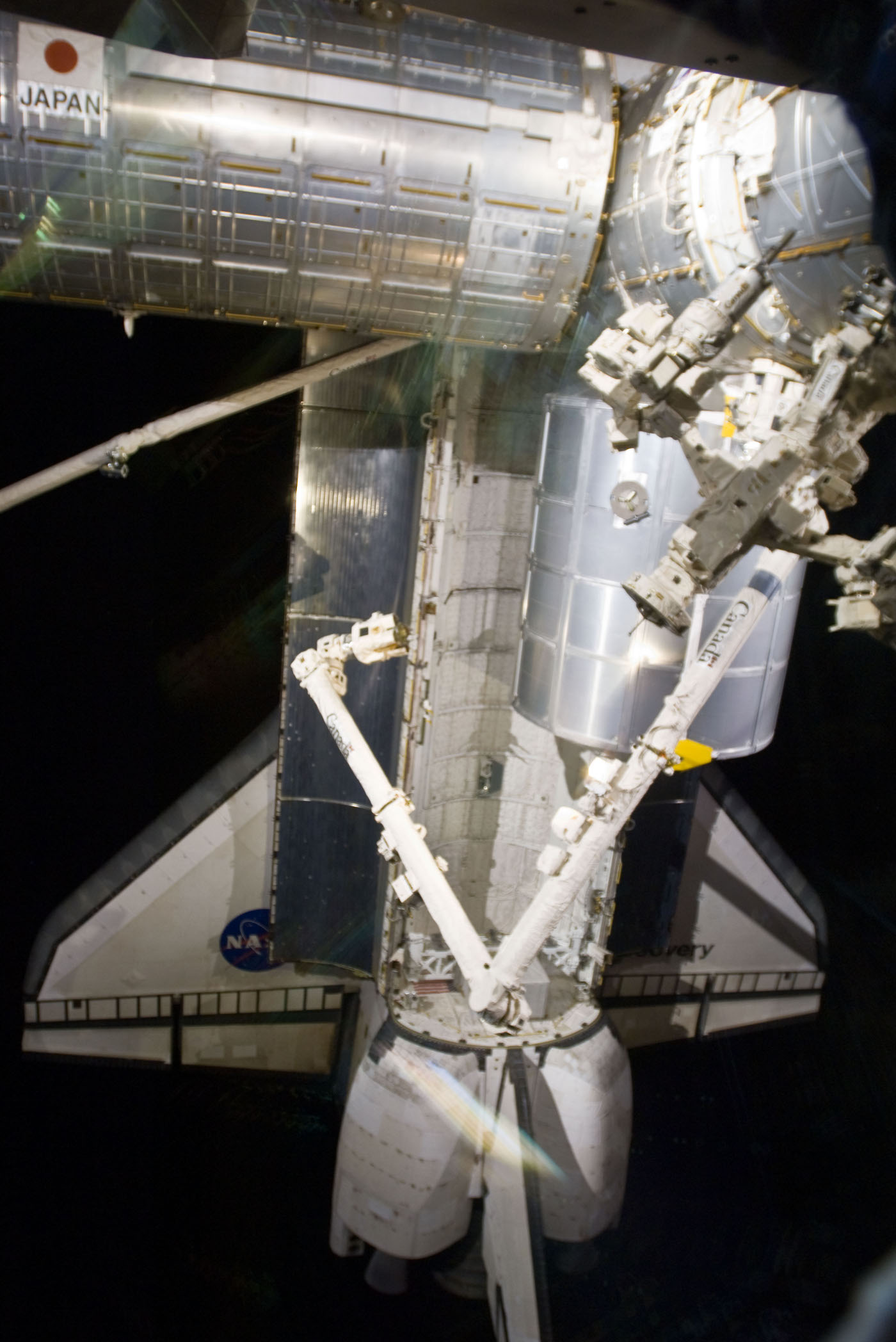
MPLM пристыкован к надирному узлу Гармонии
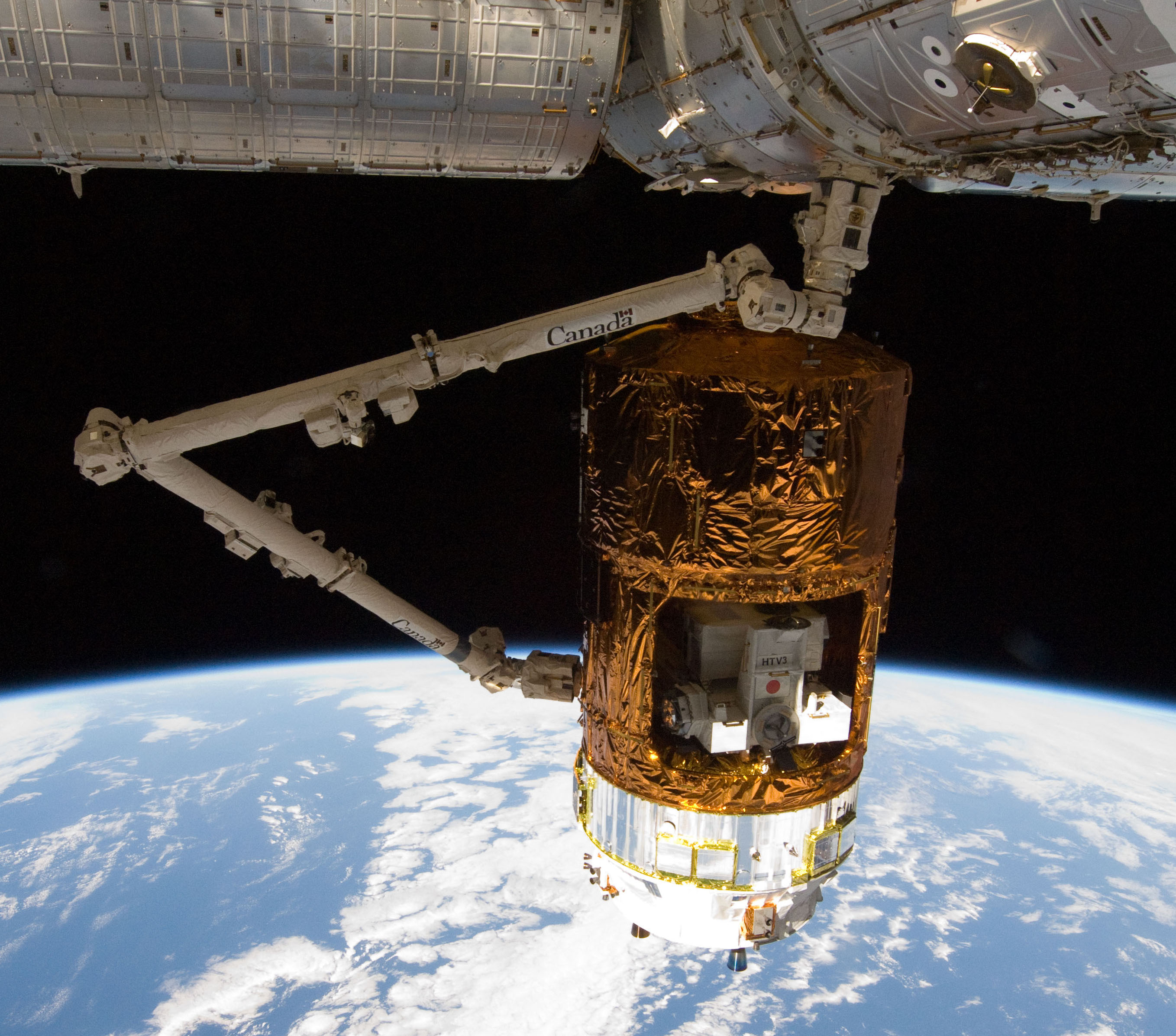
HTV перед стыковкой к надирному узлу Гармонии
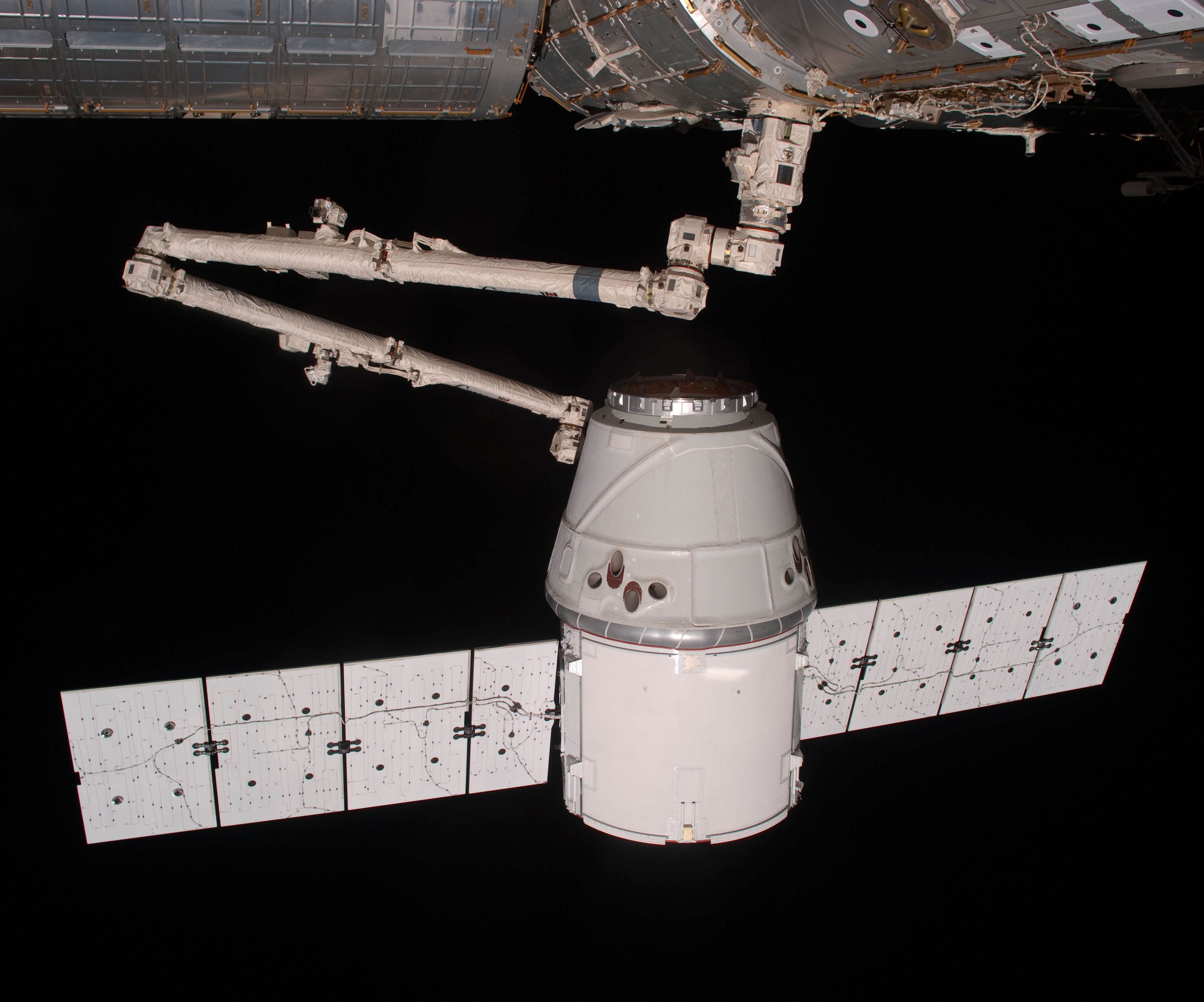
Dragon перед стыковкой к надирному узлу Гармонии
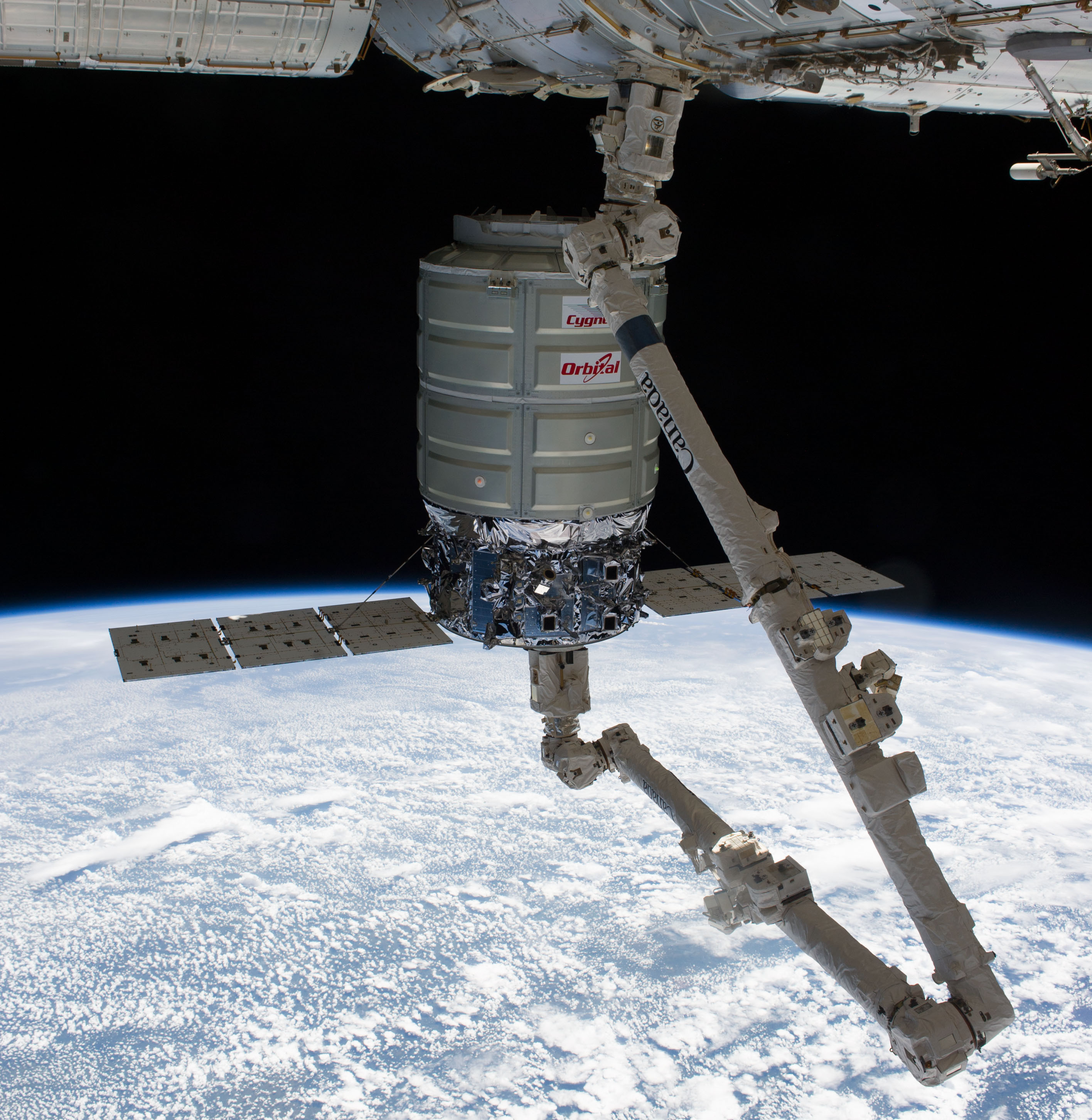
Cygnus перед стыковкой к надирному узлу Гармонии